# Shahbazpur Town

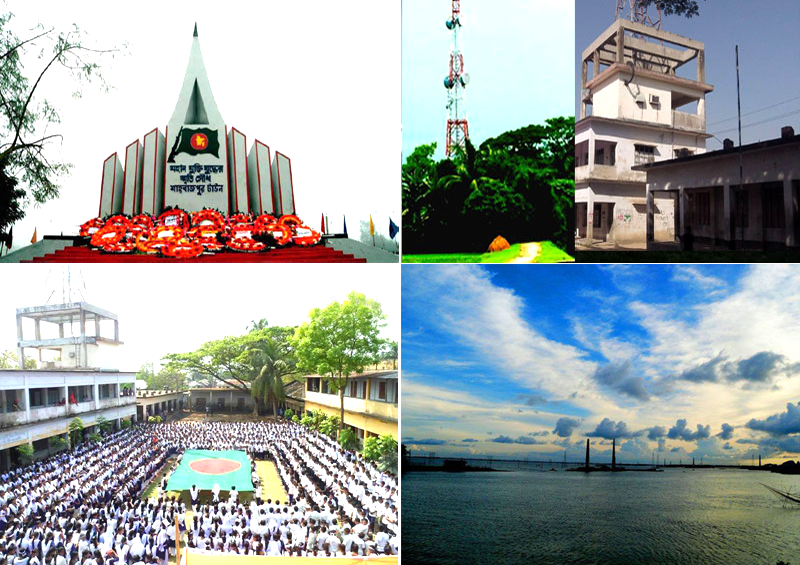
Monumentet Smriti Soudho till minne av de som dog i befrielsekriget i Bangladesh 1971, Memorial Gardens, Vy från skola samt hamnen i Shahbazpur Town.

Shahbazpur Town är en stad och fiskehamn i provinsen Chittagong i Bangladesh. Den är genom sin närhet till Agartala belägen nära gränsen mot delstaten Tripura i Indien.
Staden är känd för sin närhet till de vidsträckta flödena av floden Titas, och är sedan lång tid tillbaka ett centrum för färjetrafik och hamnverksamhet.
Shahbazpur Town är också känt under namnet "Shahbaz" eller (med diakritiska tecken)  Shāhbāzpur.
Det moderna Shahbazpur Town har fått sitt namn från Shahbaz Ali (död 1605), kejsarens representant för Mughal-väldet.
Idag (2024) är Shahbazpur Town ett betydande turistmål med många besökare.